# مادرمان: کابه
مادرمان: کابه (母べえ Kābē)
فیلم ژاپنی ساخته ۲۰۰۸ میلادی است که در آن سایوری یوشیناگا نقش آفرینی کرده و یامادا یوجی کارگردان آن است.
این فیلم بر اساس رمان سرگذشتی توسط تریو نوگامی که برای سال با کارگردان آکیرا کوروساوا اغلب به عنوان منشی صحنه کار کرده می‌باشد.

## داستان
داستان در توکیو در سال ۱۹۴۰ زندگی مسالمت‌آمیز خانواده نوگامی را روایت می‌کند که ناگهان همه چیز با دستگیری پدر خانواده، شیگرو، به اتهام کمونیست بودن عوض می‌شود. همسرش کایو که به سختی از شب تا به صبح کار می‌کند تا با کمک خواهر شیگارو و کمک دانشجوی سابق شیگرو، یامازاکی، دخترانش را سر پا نگه‌دارد، با این‌حال دیگر از شیگارو خبری نمی‌شود. سایه تیره جنگ جهانی دوم بر همه ژاپن سنگینی می‌کند ولی کایو با عشق به خانواده‌اش سعی در بر آمدن از پس مشکلات برمی‌آید. این داشتان یک درام عاطفی از یک مادر و پیام ابدی برای صلح است.

## پیوند به خارج
- مادرمان: کابه در بانک اطلاعات اینترنتی فیلم‌ها (IMDb)